# Cartagena (metropolitana di Madrid)
Cartagena è una stazione della linea 7 della metropolitana di Madrid, situata tra la Avenida de América e la Calle Cartagena, tra i distretti Chamartín e Salamanca.

## Storia
La stazione è stata inaugurata il 17 maggio 1975 con il secondo tratto della linea da Pueblo Nuevo e Avenida de América, ed è stata ristrutturata nel 2007 per cambiare le volte e le pareti.

## Accessi
Vestibolo Cartagena
- Avenida de América, pari Avenida de América, 32 (angolo con Calle Eduardo Vicente)
- Avenida de América, dispari Avda. de América, s/n (angolo con Avenida Padre Xifré)